# 益城郡
益城郡（日语：／ Mashiki gun */?）是過去位于日本肥後國的一個郡；已於江戶時代被分割為上益城郡和下益城郡。
過去的轄區包含現在的菊池郡菊陽町的大部分地區、熊本市的部分地區、宇城市的部分地區以及上益城郡和下益城郡。